# خدا عاشق خاویار است
خدا عاشق خاویار است (یونانی: Ο Θεός αγαπάει το χαβιάρι) فیلمی یونانی-روسی در سبک درام به کارگردانی یانیس اسماراگدیس است که در سال ۲۰۱۲ منتشر شد. از بازیگران آن می‌توان به سباستیان کخ، کاترین دنو، جان کلیز، و خوان دیه‌گو بوتو اشاره کرد.

## موضوع فیلم
این فیلم داستان زندگی «ایوانیس وارواکیس» را نشان می‌دهد که چطور از یک دزد دریایی ساده به یک تاجر خاویار ثروتمند تبدیل شد.